# Theodor III. Nietner
Theodor Nietner, auch Theodor III. Nietner (* 7. März 1905 in Potsdam; † 2. August 1988 in Wolfsburg) war ein deutscher Gärtner und Leiter des Garten- und Friedhofsamtes in Osnabrück. Er stammte aus zwei Hofgärtnerdynastien, die über Generationen in königlich-preußischen Diensten standen.

## Leben
Theodor Nietner war eines von drei Kindern des Hofgärtners im Park Babelsberg Kurt Nietner und der Katharina, genannt Käthe (1879–1973), Tochter des Hofgartendirektors Gustav II. Adolph Fintelmann. Wie sein Vater, kam auch seine Mutter aus einer Hofgärtnerdynastie. 
Der Familientradition folgend ließ er sich zum Gärtner ausbilden und absolvierte seine Lehrzeit auf der Pfaueninsel bei Obergärtner Paul Böhme (1861–1935) sowie in den „Späth'schen Baumschulen“ von Hellmut Späth in Berlin-Baumschulenweg. Nach der Lehre ging er als Gehilfe in die Großgärtnerei und Samenhandlung Pfitzer nach Fellbach bei Stuttgart und anschließend in die Verwaltung des Fürst-Pückler-Parks in Muskau. Diese jeweils zweijährige Lehr- und Gehilfenzeit war Voraussetzung für die Aufnahme an der Lehr- und Forschungsanstalt für Gartenbau (LuFA) in Berlin-Dahlem. Nach dem erfolgreichen Abschluss zum „Staatlich geprüften Gartenbautechniker“ (1. Staatsprüfung) erhielt er eine Tätigkeit bei dem städtischen Gartendirektor Hermann Kube (1866–1944) in Hannover. 
Als sein Vater im Januar 1929 starb, kehrte Theodor Nietner nach Potsdam zurück und bekam ab Juli desselben Jahres eine Anstellung in der Gartendirektion der „Verwaltung der Staatlichen Schlösser und Gärten“ bei Gartendirektor Georg Potente. Potente, dem das Parkrevier Sanssouci unterstand,  hatte nach dem Ende der Monarchie neben der ständigen und vielseitigen Pflege […] die künstlerische Wiederherstellung der friderizianischen Parkteile, die in 150 Jahren Gartengeschichte mehrmals überformt wurden, zur Aufgabe. Theodor Nietner unterstützte ihn bei dessen gartendenkmalpflegerischen Planungen und vor allem bei der damit verbundenen Zeichenarbeit. Während der 7-jährigen Mitarbeit schuf er den Hauptteil der Zeichnungen, die in der Art und Weise der Plandarstellung […] sachlicher, nüchterner und einfacher geworden waren, als die seiner Vorgänger oder die von Potente. 1931 legte er die zweite Staatsprüfung als „Staatlich diplomierter Gartenbauinspektor“ ab und wechselte im Oktober 1936 nach Hannover-Herrenhausen.
Dort waren im selben Jahr die umfangreichen Wiederherstellungsarbeiten des verwahrlosten Großen Gartens begonnen worden, den die Stadt Hannover 1936 von den Welfen erworben hatte. Mit der Planung befasste sich vor allem das städtische Gartenamt unter Leitung des Stadtgartendirektors Hermann Wernicke (1887–1950), den Potente zuvor in gartenkünstlerischen Fragen beriet. Nietner, der nach Herrenhausen ursprünglich nur ausgeliehen werden sollte, bekam 1938 die Erweiterungsarbeiten des vom Gartenamt verwalteten Ricklinger Friedhofs anvertraut, der unter der Leitung des Stadtgarteninspektors Johannes Balcke stand. Kurz vor Beginn des Zweiten Weltkriegs bekam er im Frühjahr 1939 die Leitung des Friedhofsamtes in Osnabrück übertragen und war dort von 1950 bis zu seiner Pensionierung 1970 Leiter des vereinigten Garten- und Friedhofsamtes.